# Gai Sext Juli Cèsar
Gai Sext Juli Cèsar (en llatí Caius Sextus Julius Caesar) va ser un magistrat romà. Formava part de la família dels Cèsar, una branca de la gens Júlia. Era net (o potser fill) de Sext Juli Cèsar (cònsol 91 aC), l'oncle de Juli Cèsar el dictador.
L'any 58 o 57 aC va ser nomenat flamen quirinalis pel seu cosí que era en aquell moment pontífex màxim, per mostrar la devoció de la família Júlia per Quirí. Cèsar, després, el va nomenar governador de Síria breument l'any 53 aC a la mort de Marc Licini Cras Dives I el triumvir a Carres. Apià diu que l'any 47 aC era molt jove. El 49 aC era amb Cèsar a l'exèrcit a Hispània com a tribú militar i va ser enviat com ambaixador a Terenci Varró. Al final de la guerra alexandrina (47 aC) va ser nomenat altre cop governador de Síria on va morir a l'any següent a mans dels seus propis soldats a instigació de Quint Cecili Bas, revoltat contra el dictador.
Luciano Canfora diu que des de la batalla de Farsàlia fins a la mort de Gai Sext, Cèsar va designar el seu cosí com a hereu.